# Bélgica en la Segunda Guerra Mundial
A pesar de ser neutral al inicio de la Segunda Guerra Mundial, el 10 de mayo de 1940, Bélgica y sus posesiones coloniales se vieron forzadas a entrar a la guerra a causa de la invasión de las fuerzas alemanas. Tras 18 días de combate, el ejército belga se rindió ante los alemanes, iniciándose así una ocupación que duró hasta la liberación de Bélgica por parte de las fuerzas aliadas en 1944. La decisión de Leopoldo III de Bélgica de no ofrecer resistencia a la invasión provocó una crisis política tras el fin de la guerra. Sin embargo, tras la derrota, muchos belgas escaparon a Reino Unido donde formaron un gobierno y ejército en el exilio para continuar la lucha.

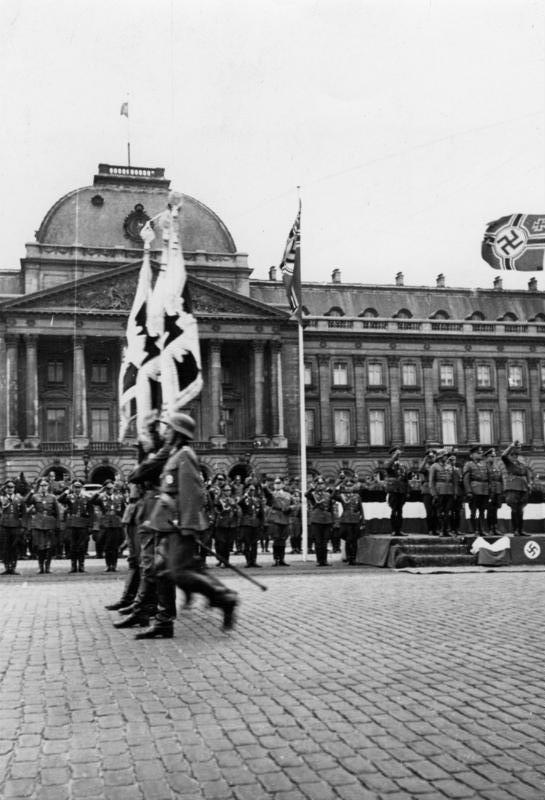
Soldados alemanes desfilando frente al Palacio Real de Bruselas durante 1940.

El Congo Belga se mantuvo leal al gobierno de Bélgica en Londres y contribuyó significativamente con recursos materiales y humanos a la causa aliada. Muchos belgas se involucraron en la resistencia de forma armada o pasiva contra las fuerzas nazis, a pesar de que algunos decidieron colaborar con ellos. El apoyo de las facciones políticas de derecha y sectores de la población belga le permitió al ejército alemán reclutar dos divisiones de las Waffen-SS en Bélgica y también contribuyó a facilitar la persecución de los judíos belgas, por lo que alrededor de 25 000 fueron asesinados.
La mayor parte del país fue liberado por las fuerzas aliadas entre septiembre y octubre de 1944, mientras que algunas áreas del este permanecieron ocupadas hasta 1945. En total, aproximadamente 88 000 belgas fallecieron durante el conflicto, lo que representó el 1.05% de la población antes de la guerra, además de la destrucción del 8% del producto interno bruto.

## Antecedentes
Durante la década de 1930, Bélgica continuaba su recuperación tras la destrucción causada por la Primera Guerra Mundial. Económicamente, estaba experimentando altos niveles de desempleo a raíz de la Gran Depresión de 1929. Para 1932 esa cifra se situó en 23.5%. Sin embargo, gracias al Plan de Man —de estilo New Deal— la cifra se redujo a alrededor de 15% en 1937.
Durante esta década también se vivió el crecimiento de partidos políticos fascistas y severamente autoritarios en las regiones de Flandes y Valonia. En las elecciones de 1936, uno de esos partidos, el francófono Partido Rexista, obtuvo el 11.6% del total de votos. Sin embargo, para 1939, los partidos extremistas habían perdido muchos de los asientos que previamente ganaron y la estabilidad política parecía regresar.

### Neutralidad
Gracias al daño sufrido por la Gran Guerra, los belgas tenían poco interés en involucrarse en cualquier potencial conflicto europeo. En octubre de 1936, el rey Leopoldo III anunció que Bélgica permanecería neutral en caso de otra guerra europea. Para este fin, el gobierno belga trató de seguir un camino lejos de las alianzas: abandonó el Tratado de Locarno, rechazó el pacto de defensa firmado con Francia en 1920 y buscó la garantía de neutralidad de la Alemania nazi en 1937.

El gobierno alemán considera que la inviolabilidad e integridad de Bélgica son comunes intereses de la potencias occidentales. Confirma su determinación de que bajo ninguna circunstancia afectará esta inviolabilidad e integridad y que respetará en todo momento los territorios belgas.
Garantía de neutralidad alemana, 13 de octubre de 1937

Durante este periodo, las fuerzas armadas belgas se reorganizaron como fuerzas defensivas exclusivamente y comenzó la construcción y modernización de fortificaciones alrededor del país, particularmente alrededor de Lieja cerca de la frontera alemana. Tras la declaración de guerra entre Reino Unido, Francia y Alemania en septiembre de 1939, el gobierno belga lanzó un acelerado programa de rearme, aumentando las defensas nacionales al crear la línea KW que enlazaba el reducto nacional de Bélgica con el sur a lo largo del Dyle, justo detrás de la principal posición fortificada de Lieja.

## Batalla de Bélgica (Campaña de los 18 días)

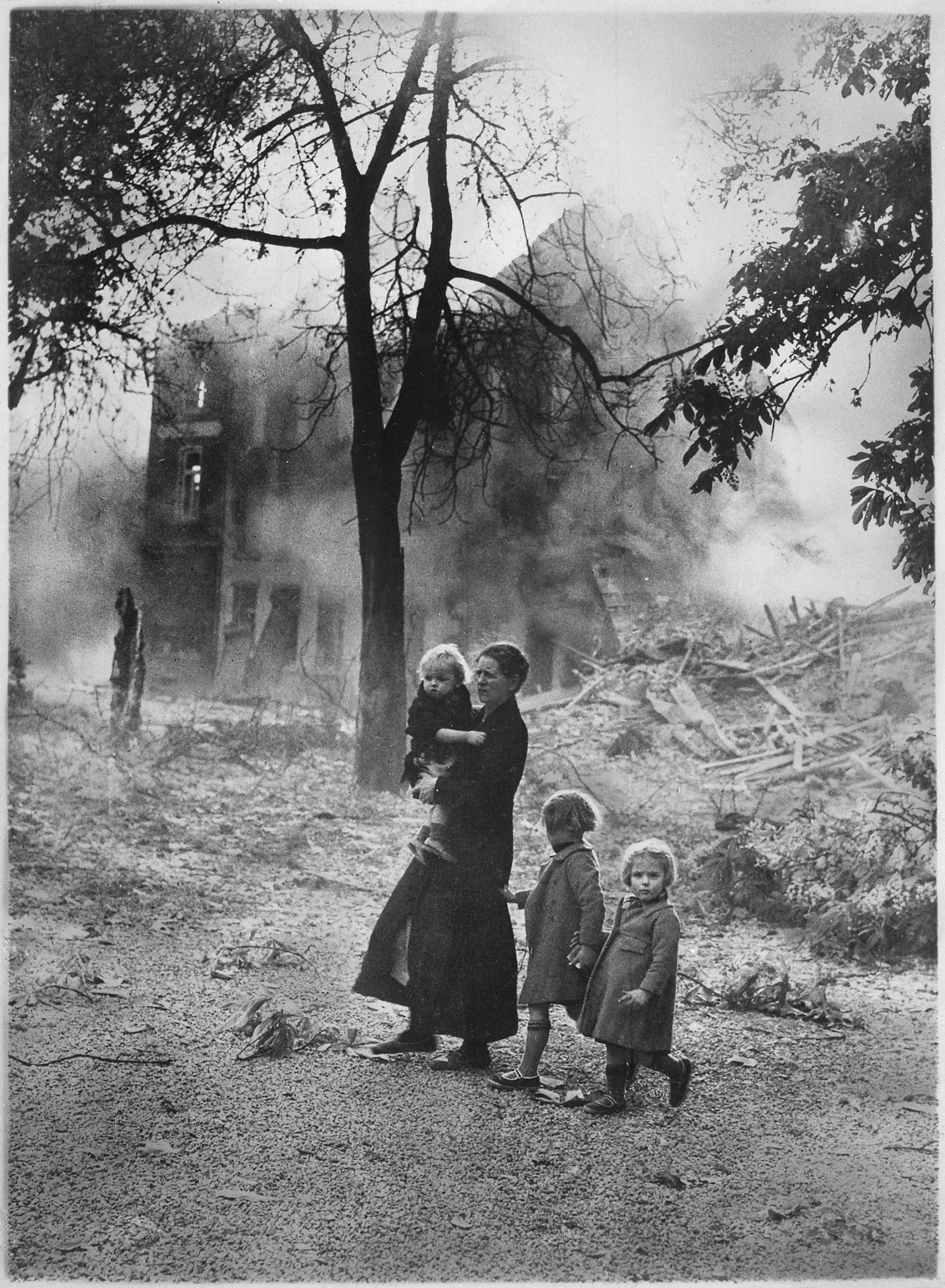
Refugiados belgas en 1940.

Con la invasión alemana de Polonia en septiembre de 1939, a pesar de seguir una política de neutralidad, el gobierno belga comenzó la movilización general. Para 1940, el ejército contaba con entre 600 000 y 650 000 hombres (casi el 20% de la población masculina), siendo aproximadamente cuatro veces más grande que la Fuerza Expedicionaria Británica y dos veces más grande que el Ejército Holandés en esa época.
La invasión de Bélgica por parte de la Alemania nazi comenzó el 10 de mayo de 1940 bajo el nombre código de Fall Gelb como parte de la amplia invasión de Francia, Países Bajos y Luxemburgo. Las fortificaciones belgas del Canal Alberto, algunas de las instalaciones defensivas más modernas de Europa, demostraron ser prácticamente inútiles. En Eben-Emael, el fuerte con 1200 belgas fue tomado cuando los alemanes desplegaron 500 tropas aerotransportadas Fallschirmjäger contra ellos, abriendo la frontera a una guerra estilo Blitzkrieg. Casi todos sus modernos cazas Hawker Hurricane fueron destruidos a manos de la Luftwaffe en el aeródromo Schaffen el 10 de mayo.
El avance alemán en Sedán significó un peligro de flanqueo a los defensores de la línea KW, que tuvieron que retirarse el 16 de mayo. La invasión alemana provocó pánico entre los civiles belgas. Para el 11 de mayo, los caminos que conducían hacia el oeste, lejos de los combates, fueron bloqueados por refugiados, lo que conllevó una obstaculización al avance hacia el este de las fuerzas francesas y británicas. Se estima que alrededor de dos millones de civiles abandonaron sus casas durante la campaña.
La política de neutralidad del gobierno dejó a Bélgica con un anticuado y mal equipado ejército y fuerza aérea. El ejército poseía solo 16 carros de combate entre sus dos divisiones de caballería por razones políticas pues habían sido considerados demasiado «agresivos» para un ejército de una potencia neutral. La fuerza aérea, apresuradamente reorganizada en la Defensa Aérea Territorial (Défense Aéronautique du Territoire o DAT) en mayo de 1940, fue tomada por sorpresa con solo 180 aviones disponibles de un total de 234.
Los militares lucharon contra las fuerzas alemanas durante 18 días, con probabilidades abrumadoramente aplastantes. El 20 de mayo, los belgas se vieron obligados a replegarse al río Lys, donde tras varios días de lucha fallaron en sus intentos de buscar un alto el fuego, finalmente el rey belga y el ejército se rindieron incondicionalmente. La bajas belgas durante la campaña alcanzaron los 6000 fallecidos y 15 850 heridos. 112 500 tropas francobelgas escaparon a Inglaterra a través de Dunkerque en lo que fue conocido como Operación Dinamo, sin embargo, la mayoría de los sobrevivientes belgas fueron hechos prisioneros de guerra y muchos no fueron liberados sino hasta el final de la guerra.
Con la rendición del Ejército, el gobierno, liderado por Hubert Pierlot, huyó inicialmente a París y formó un gobierno en el exilio en Burdeos. Con la caída de Francia, el gobierno se transfirió a Eaton Square, Londres.

### Rendición de Leopoldo III
Leopoldo III de Bélgica, rey y comandante en jefe del Ejército belga, se rindió personalmente a las fuerzas alemanas el 28 de mayo, contrariamente a los consejos del gobierno de Pierlot, habiendo decidido que la causa aliada estaba perdida. Su decisión fue ferozmente criticada por el primer ministro francés, Paul Reynaud y por Pierlot en una transmisión radial el 28 de junio de 1940, donde declaró que la decisión del rey era «un evento sin precedentes históricos».
El rey permaneció en Bélgica durante la guerra como un prisionero de los alemanes, mientras que el gobierno fue al exilio y continuó realizando acciones militares en la causa aliada. A diferencia de Países Bajos y Luxemburgo donde la monarquía fue reprimida o llevada al exilio, Leopoldo III siguió ocupando un lugar destacado en el territorio ocupado, se acuñaron monedas e imprimieron estampillas con su cara o monograma durante la ocupación. Sin embargo, Leopoldo mantuvo una esperanza para la resistencia, su posición era explicada por su eslogan "¡Bélgica está cautiva! ¡Larga vida a Bélgica! ¡El rey está cautivo! ¡Larga vida al rey!".
Durante su prisión, el rey envió una carta a Adolf Hitler en 1942 a la que se le atribuye el salvamento de aproximadamente 500 000 mujeres y niños belgas de la deportación a fábricas de municiones en Alemania nazi. En noviembre de 1940, Leopoldo visitó a Hitler en Berghof donde le solicitó la liberación de los prisioneros de guerra. Tras la guerra, la alegación de que la rendición de Leopoldo significó un acto de colaboración provocó una crisis política, acerca de si podría volver al trono, que finalmente se resolvió con su abdicación.

## Ocupación alemana

### La vida en la Bélgica ocupada

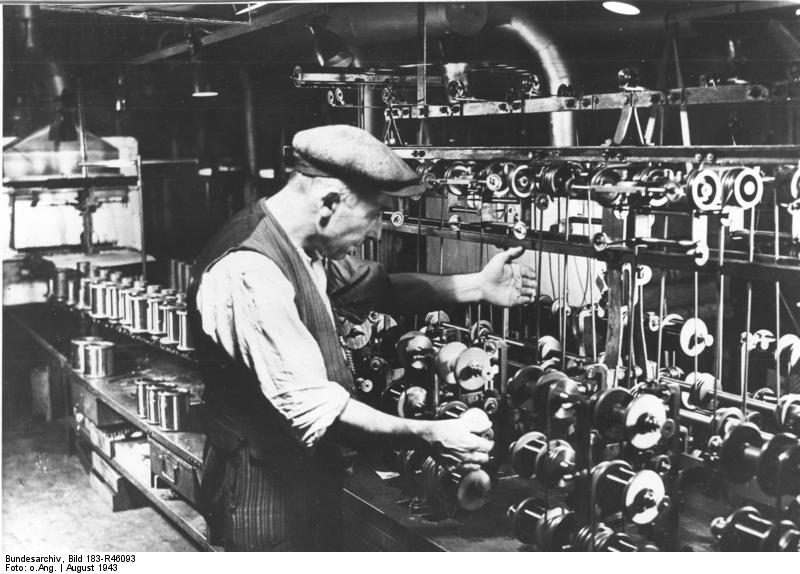
Un belga obligado a trabajar en la fábrica Siemens de Berlín en agosto de 1943.

Bélgica fue administrada por un gobierno militar alemán bajo el mando del general Alexander von Falkenhausen y Eggert Reeder hasta julio de 1944, y entonces por el Reichskommissar Josef Grohé hasta su liberación.
El gobierno alemán solventó los costos de la ocupación militar por medio de impuestos, además de exigir "costos externos de ocupación" —"cargo antibolchevique"— para apoyar las operaciones en otras partes. En total, los belgas fueron obligados a pagar dos tercios de sus ingresos nacionales en estos impuestos, lo que equivale a 5.7 millardos de Reichsmarks.
Así como en todos los países europeos ocupados, la comida, el combustible y la ropa fueron estrictamente racionadas por las autoridades alemanas. Aun con el estricto racionamiento, la comida y otros materiales a los que los civiles tenían derecho no siempre estaban disponibles. Un importante mercado negro se formó en el país, este abastecía comida de forma ilegal y a precios muy altos. La información y la prensa fue estrictamente controlada por los alemanes. Sin embargo, las ventas de periódicos colaboracionistas como Le Soir y de periódicos de partidos políticos pro-colaboracionistas como Le Pays Réel permanecieron altas. Por otro lado, un gran número de periódicos fueron publicados y distribuidos de forma subterránea —La Libre Belgique alcanzó una circulación de 30 000 ejemplares—.
Bélgica fue un importante objetivo de los bombardeos aliados —tanto de la Royal Air Force como de la USAAF—. Esto llevó a un alto número de víctimas civiles puesto que las bombas erraban sus objetivos y caían sobre zonas civiles. En una ataque sobre la Erla Motor Works ubicado en la localidad belga de Mortsel —cerca de Amberes— en abril de 1943, únicamente dos bombas lanzadas desde los B-17 de la 8.ª Fuerza Aérea Estadounidense cayeron sobre el objetivo. Las restantes 24 toneladas de bombas cayeron sobre áreas civiles de la ciudad, en total 936 fallecieron y 1600 resultaron heridos en solo ocho minutos. Los bombardeos aliados fueron condenados por diversas personalidades belgas, incluyendo al cardenal Jozef-Ernest van Roey.
Alrededor de 375 000 belgas tomaron parte en programas laborales alemanes durante la guerra, realizaron trabajos manuales en industria o agricultura para el esfuerzo de guerra alemán. A pesar de que 180 000 belgas se inscribieron antes de que el reclutamiento comenzara en 1941, la mayoría fueron reclutados después de esa fecha, siendo obligados a realizar los trabajos contra su voluntad.
200 000 militares belgas prisioneros de guerra, capturados en 1940, fueron transportados a Alemania. La mayoría fueron empleados como mano de obra forzada y pagada sólo con una suma nominal. Cerca de 80 000 prisioneros (en su mayoría flamencos) fueron devueltos a Bélgica entre 1940 y 1941, pero continuaron en cautiverio hasta el fin de la guerra. A menudo se mantuvieron bajo condiciones paupérrimas y aproximadamente 2000 murieron.

### Colaboracionismo
Durante la ocupación nazi, algunos belgas colaboraron con los alemanes. Así como organizaciones políticas pronazis en comunidades valonas y flamencas que colaboraron antes y durante la guerra. Las más importantes fueron Devlag, Verdinaso, la Unión Nacional Flamenca en Flandes y el Rexismo en Valonia. Cada uno de estos movimientos tenía ideologías sutilmente diferentes, sus propias fuerzas paramilitares y sus propios periódicos. Estas organizaciones fueron un importante instrumento para alentar a los belgas a enlistarse en el Ejército alemán. A diferencia de las motivaciones nacionalsocialistas de DeVlag, la Unión Nacional apeló directamente a motivos de separatismo flamenco, aunque este mensaje nunca fue la fuente principal de su popularidad. Las luchas internas entre los grupos —particularmente la Unión y DeVlag— eran considerables.
En general, el sistema administrativo belga fue muy flexible y se convirtió en un instrumento de colaboración. En 2007, en un informe del Centro de Investigación Histórica y Documentación sobre la Guerra y la Sociedad Contemporánea, un grupo de historiadores concluyó que Bélgica ofreció una «máxima colaboración administrativa» a las fuerzas alemanas. El mismo reporte señalaba que aparentemente existían mayores niveles de colaboración en Flandes como parte de un intento de integrar una "Nueva Orden Alemana–Flamenca". Las ciudades de Bruselas y Lieja «permanecieron [en gran medida] patrióticas y decididamente hostiles a Alemania». Además se encontró que muchas autoridades belgas habían sido dóciles, incluso activas, en la deportación de judíos.
Se reclutaron dos divisiones de la Waffen-SS —la 28.ª División de Granaderos SS Voluntarios Wallonien y la 27.ª División de Voluntarios SS Langemarck— en Bélgica durante la ocupación. Léon Degrelle, fundador del Partido Rexista, desempeñó más tarde el cargo de comandante de la División Wallonien. La fuerza de 15 000 belgas que conformaba ambas "divisiones" —ninguna alcanzaba la fuerza de una brigada— sirvieron en el Frente Oriental donde la Dvisión Wallonien fue prácticamente aniquilada durante la batalla de Korsun-Cherkasy de 1944.
Tras la guerra, un total de 400 000 belgas fueron investigados por colaboracionismo. De estos, 56 000 fueron procesados. La mayoría recibió sentencias de prisión aunque varios cientos fueron ejecutados.

### Resistencia

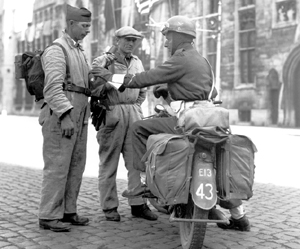
Miembros de la Resistencia belga con soldados canadienses durante la liberación de Brujas en 1944.

La resistencia a la ocupación alemana llegó de todos los niveles, de todas las regiones de Bélgica y de todos los cuadrantes del espectro político. Sin embargo, fue en gran medida fragmentada y localizada.  El Gobierno en el exilio trató únicamente con grupos de resistencia simpatizantes, como el Armée secrète, sin embargo hasta estas organizaciones paraguas tenían diferentes motivaciones o ideologías políticas. Algunos grupos eran extremadamente izquierdistas, por ejemplo el comunista Partisans armés, empero también existían movimientos de resistencia derechistas, como el monárquico Mouvement National Royaliste y el fascista Légion Belge, creado por miembros del movimiento preguerra Légion Nationale. Sin embargo, también hubo otros grupos como el Groupe G que no tenían ninguna obvia afiliación política.
Se establecieron numerosas líneas —como la Línea Cometa, que evacuó a aproximadamente 700 aliados a Gibraltar— para ayudar a evacuar a los aviadores aliados. La Línea Cometa contó con una serie de casas seguras a lo largo de Bélgica. Los aviadores aliados fueron vestidos con ropas civiles y trasladados con frecuencia de casa en casa, permaneciendo con familias belgas que apoyaban la resistencia. Se les entregaban papeles falsos y se les guiaba a territorios neutrales u ocupados por los aliados.
Al igual que en otros lugares, se empleó el sabotaje contra los activos militares y económicos enemigos, por medio de vías férreas y puentes. Las actividades del Groupe G, un pequeño grupo de resistencia estudiantil con sede en Bruselas, se estima tuvieron un costo de 10 millones de horas-hombre de trabajo para reparar los daños hechos. Raramente se realizaron ataques directos a las tropas alemanas o instalaciones militares, aun así una estimación señala que el número de soldados alemanes muertos por la resistencia belga en 1941 es mucho mayor que en toda Francia.
La resistencia fue también un instrumento en la salvación de judíos y gitanos de la deportación a los campos de la muerte, por medio de ataques al «XX Convoy» de Auschwitz. Muchos belgas escondieron judíos y disidentes políticos durante la ocupación, con una estimación de 20 000 personas escondidas durante la guerra. Hubo también una significante resistencia de forma pasiva, por ejemplo en junio de 1942, las autoridades de Bruselas y Lieja se negaron a distribuir insignias amarillas a los judíos. Dos años antes, en la ciudad de Amberes, las autoridades alemanas trataron de obligar a los judíos a portar las insignias, sin embargo, en forma de protesta civiles no judíos comenzaron a portarlas. Ciertos miembros de la clase dirigente belga, como Jozef-Ernest van Roey e Isabel Gabriela de Baviera, se pronunciaron contra el tratamiento alemán de los judíos. Hasta marzo de 2013, 1612 belgas han sido galardonados con la distinción de Justos entre las Naciones por el Estado de Israel, por poner en riesgo sus vidas para salvar judíos de la persecución durante la ocupación.
Sin embargo, los civiles belgas fueron a menudo objetos de represalias por los paramilitares y las fuerzas alemanas por sus actividades de resistencia. En agosto de 1944, 20 civiles fueron asesinados —Masacre de Courcelles— por paramilitares rexistas en represalia por un ataque y asesinato de un político rexista.

### Holocausto

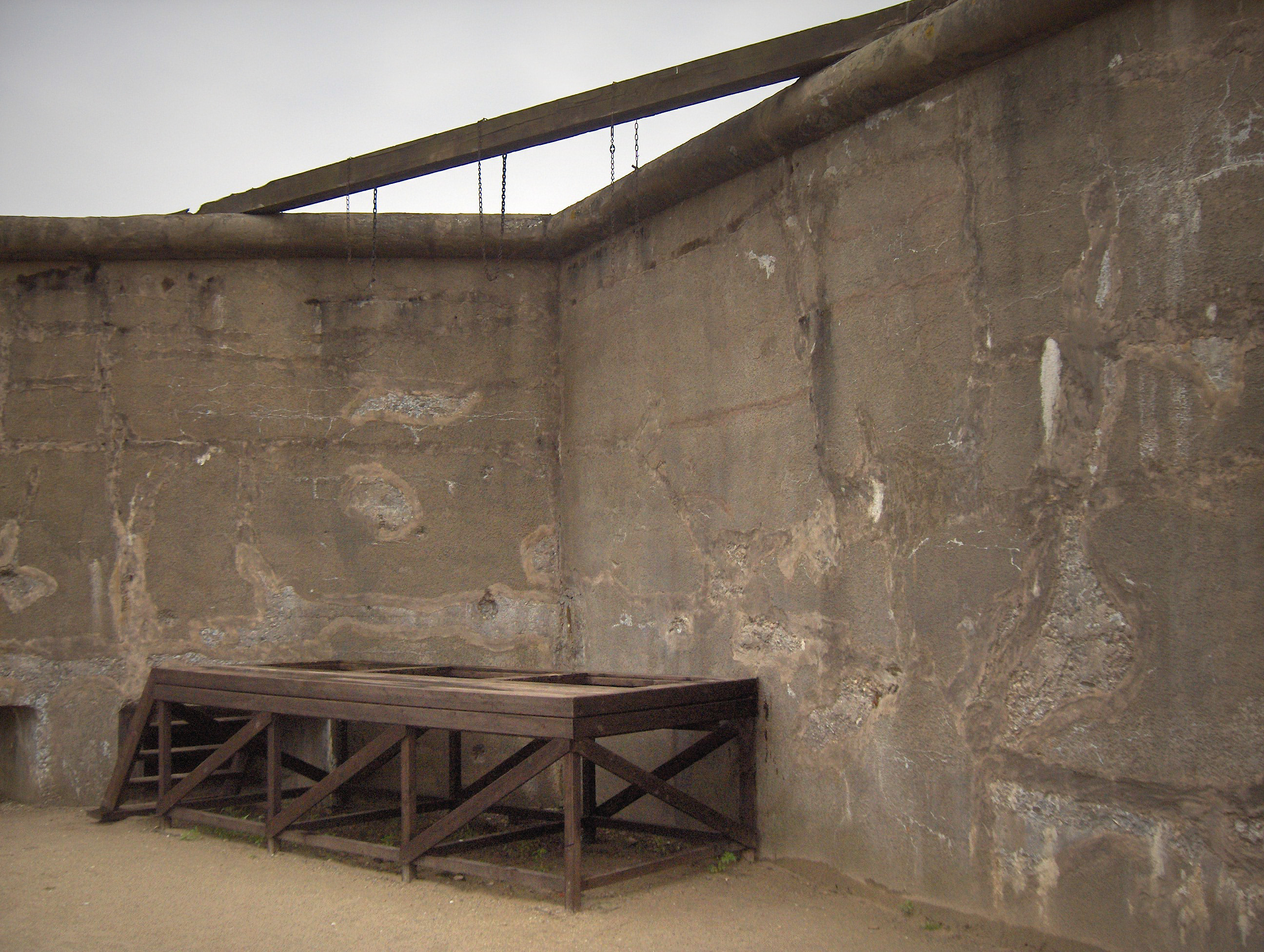
Patíbulo en el Campo de Concentración Breendonk, cerca de Malinas.

A mediados de 1940, se registraron unos 57.000 judíos en Bélgica, de una población de más de 8 millones de belgas. Muchos habían escapado a aquel país para huir de la persecución en Alemania y otras partes, lo que significa que solo una minoritaria parte era de ciudadanía belga. La mayoría de la población judía se encontraba en las ciudades de Bruselas y Amberes.
La legislación antijudía (similares a las Leyes de Núremberg alemanas y las Statuts des juifs francesas) fueron promulgadas en octubre de 1940, unos meses después de la ocupación alemana. En 1941, se sucedieron diversos pogromos, en Amberes se llevaron a cabo los más notables, además de la incautación de los bienes de judíos. En mayo de 1942, el uso de la insignia amarilla se hizo obligatorio para los judíos en Bélgica.
Para junio de 1942, como parte de la «Solución final», se ordenó deportar a los judíos habitantes de Bélgica al Campo de tránsito Mechelen. Aquellos que no lo hacían de forma voluntaria fueron capturados por la policía. Entre agosto de 1942 y julio de 1944, un total de 26 convoyes de trenes deportaron a 25 000 judíos y 350 gitanos de Bélgica a Europa Oriental. La mayoría fueron enviados a Auschwitz, algunos otros a Bergen-Belsen o Vittel. De los 25 000 deportados, cerca de 24 000 fueron asesinados. Menos de 1000 permanecieron con vida al momento de la liberación de sus campos por las fuerzas aliadas.
El antiguo Fuerte de Breendonk del Ejército belga, cercano a Malinas, fue requisado por los nazis y usado para la detención e interrogación de judíos, prisioneros políticos y miembros capturados de la resistencia. De las 3500 personas encarceladas en Breendonk entre 1940 y 1944, 1733 fallecieron. Alrededor de 300 personas fueron asesinadas en el campo, de las que al menos 98 fallecieron por privación o tortura.

## Fuerzas Libres Belgas

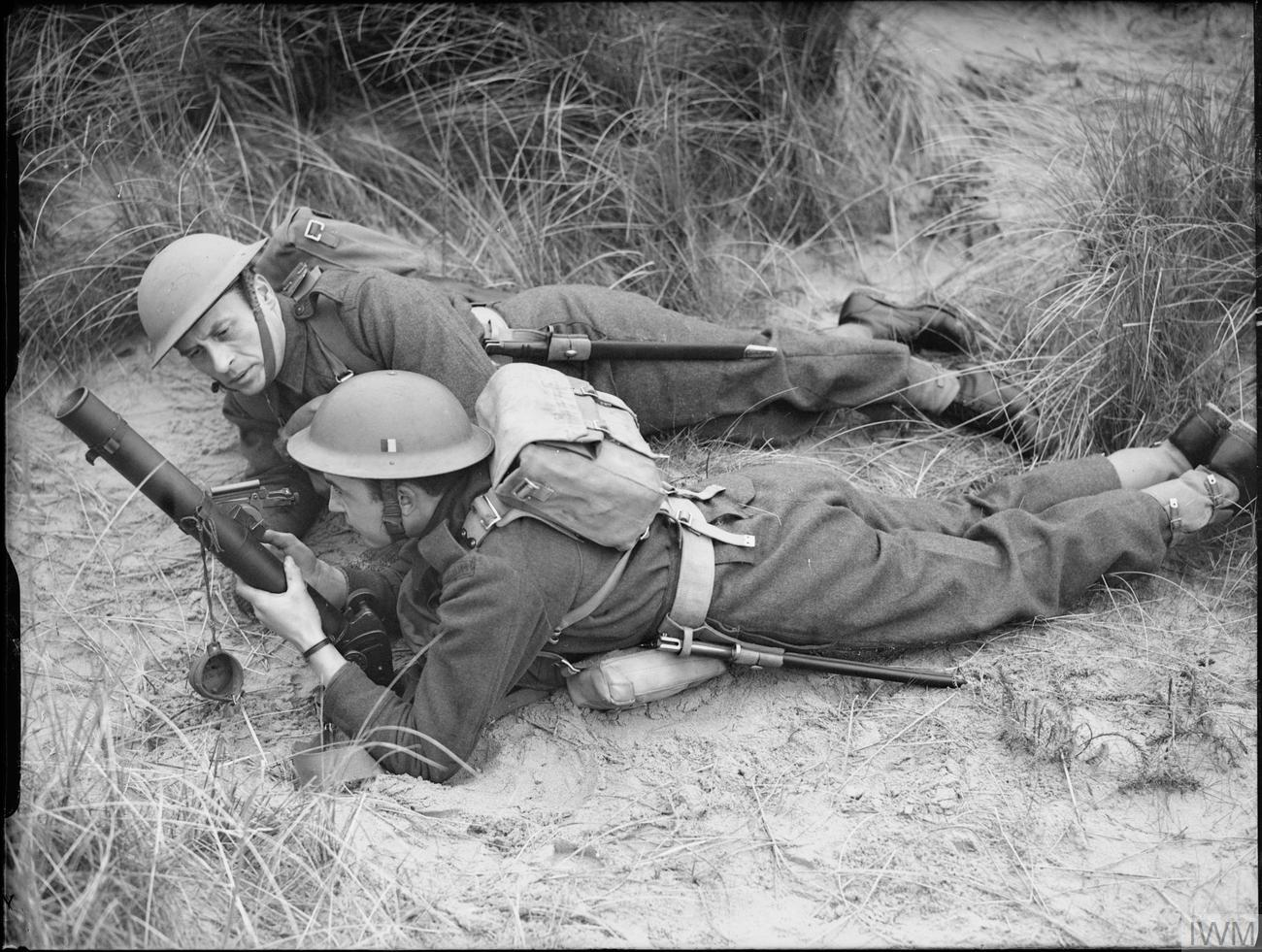
Soldados libres disparando un mortero durante ejercicios de entrenamiento en Gales en 1941.

Tras la derrota de 1940, un significante número de soldados y civiles belgas escapó a Gran Bretaña, allí estas fuerzas —y exiliados preguerra en Reino Unido y Canadá— formaron las Fuerzas Libres Belgas. El gobierno de Bélgica, así como ministros de partidos católicos, socialistas y liberales, bajo las órdenes de Hubert Pierlot evacuaron a Londres junto a otros gobiernos de países ocupados —como Países Bajos y Luxemburgo— donde permanecieron hasta la liberación de 1944. El gobierno exiliado afirmó hablar en nombre de toda Bélgica, lo que llevó al Ministro de Asuntos Exteriores, Paul-Henri Spaak, a declarar que «todos los restos de la Bélgica libre y legal, todo lo que tiene derecho a hablar en su nombre, está en Londres». Al político belga, Victor de Laveleye, se le atribuye la inspiración de la «V de la Victoria», campaña de propaganda aliada en 1941.
En una transmisión de Radio Francesa, Pierlot llamó a la creación de un ejército en el exilio que continuara con la lucha:

Con el mismo coraje juvenil con que respondieron a la llamada del gobierno, reunidos con los elementos del Ejército belga en Francia y Reino Unido, un nuevo ejército será formado y organizado. Entrará a la línea junto a nuestro aliados [...] todas las fuerzas serán puestas al servicio de la causa que se ha convertido en nuestra [...] Es importante asegurar inmediatamente y de forma tangible, la solidaridad a los poderes que nos han proporcionado auxilio...
Discurso de Pierlot en la Radio Francesa el 28 de mayo de 1940.

Para 1944, las fuerzas libres en Reino Unido alcanzaban los 4500 hombres. Los belgas formaron la Brigada Piron —que además contaba con una batería luxemburguesa—, conocida de esta forma por su comandante el teniente general Jean-Baptiste Piron. La brigada estuvo involucrada en la Batalla de Normandía y en batallas en Francia y Países Bajos hasta la liberación.
Los belgas también ayudaron a las fuerzas especiales británicas durante la guerra, con la conformación de la 4.ª Tropa Belga parte del 10º Comando (Interaliado), que estuvo involucrado en la Campaña Italiana y en la Operación Infatuate. El 5º Servicio Aéreo Especial (parte del Servicio Aéreo Especial) fue formado enteramente por belgas y fue la primera unidad aliada que entró a Bélgica en septiembre de 1944. 400 pilotos belgas sirvieron en la Royal Air Force, en los escuadrones 349° y 350° —compuestos enteramente por belgas— que lucharon en el teatro europeo. El Escuadrón 350° logró 51 muertos entre su formación en noviembre de 1941 y el final de la guerra. En total, 1200 belgas sirvieron en la RAF, en su mayoría en escuadrones holandeses. Dos corbetas y un grupo de dragaminas fueron las fuerzas operadas por belgas en la Batalla del Atlántico. Para 1943, 350 belgas servían como marineros en estos barcos.

## Congo Belga

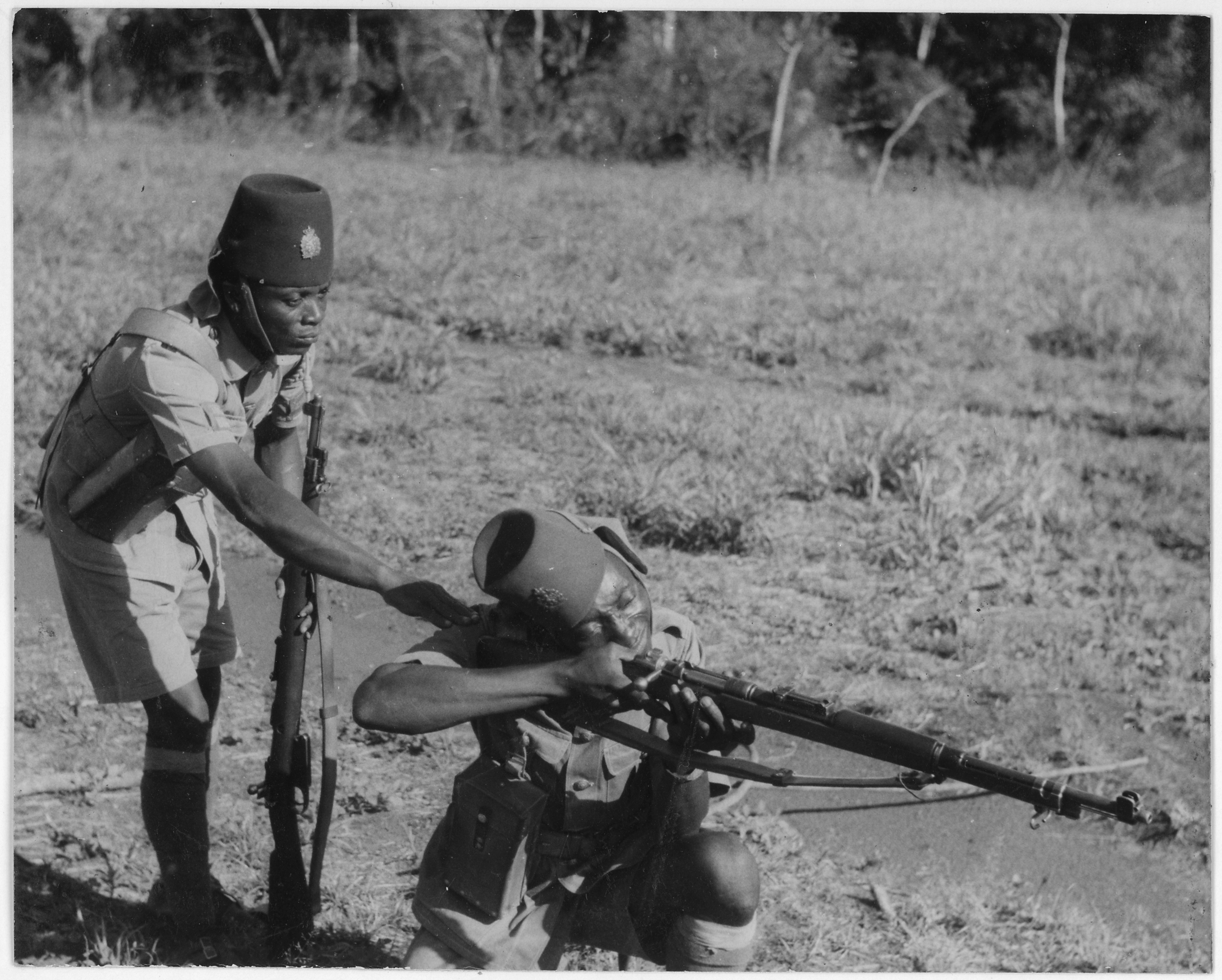
Soldados de la Force Publique en 1943.

A pesar de la ocupación de Bélgica, el Congo Belga permaneció leal al gobierno en el exilio y fue puesto a disposición de los aliados, haciendo una significativa contribución al esfuerzo de guerra aliado.
Los soldados congoleños de la Force Publique fueron involucrados en la lucha contra las fuerzas italianas durante la Campaña de África Oriental y llegaron ser un instrumento para la desaparición del África Oriental Italiana, sufriendo 500 bajas. 13 000 tropas congoleñas sirvieron bajo el mando británico en Nigeria. Destacamentos de soldados congoleños participaron en Medio Oriente y en la Campaña de Birmania. En total, la Force Publique estaba compuesta por aproximadamente 40 000 hombres. Se trataba de un ejército racialmente segregado, dado que los africanos negros no podían convertirse en oficiales y, por lo tanto, estaba comandada por oficiales blancos.
Dos veces, en 1941 y 1944, se llevaron a cabo importantes huelgas en ciudades a lo largo del país en contra de la presión extra a la que los trabajadores eran sometidos por las autoridades coloniales. Estas huelgas fueron reprimidas por las fuerzas militares y en la mayoría de las veces de forma violenta. El Congo fue un activo económico de vital importancia para las potencias europeas. Solo su oro aportó $28.5 millones de dólares al esfuerzo de guerra aliado. La mayoría del uranio usado por los estadounidenses durante el Proyecto Manhattan —incluyendo el usado para las bombas nucleares lanzadas en los Bombardeos atómicos sobre Hiroshima y Nagasaki— fue proporcionado por la empresa belga Unión Minera del Alto Katanga de Katanga, Congo Belga.

## Liberación

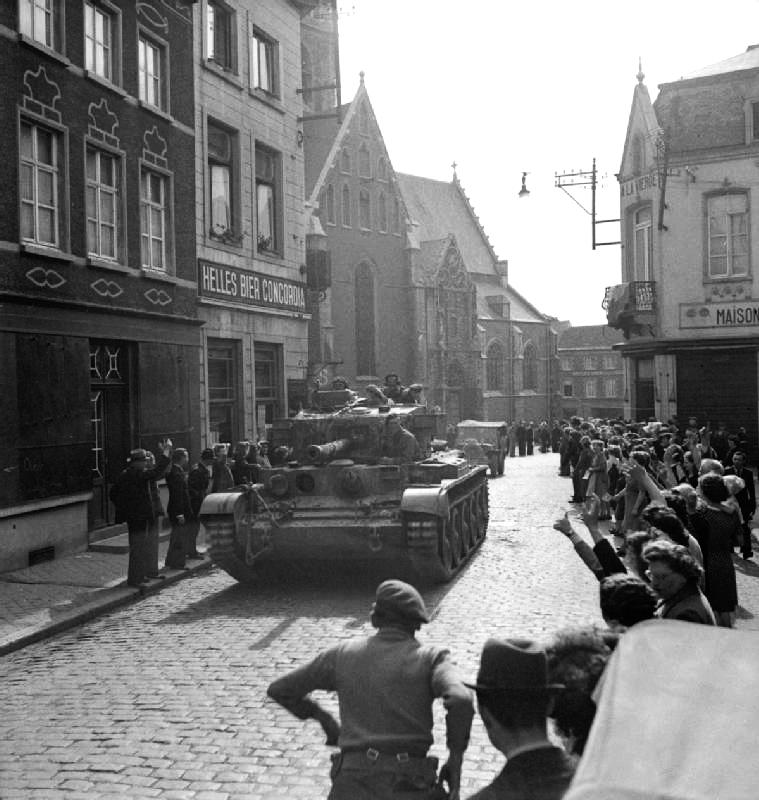
Mk VIII Cromwell de la Guardia Galesa durante la liberación de Bruselas el 3 de septiembre de 1944.

Bélgica fue liberada por las fuerzas aliadas —británicas, canadienses y estadounidenses, además de la Brigada Piron— en 1944. El 3 de septiembre de 1944, la Guardia Galesa liberó Bruselas. Justo después de la liberación, los habitantes del barrio de Marolles celebraron un funeral falso de Hitler.
El segundo ejército Británico liberó Amberes el 4 de septiembre con ayuda de la resistencia local. El puerto de Amberes se convirtió en un fuertemente preciado objetivo debido a que las líneas aliadas de suministro fueron estiradas demasiado y se requería de un puerto cercano a las líneas del frente. Todos los puertos comparables en el norte de Francia al oeste de Cherburgo-Octeville permanecían bajo control del Eje o habían sido saboteados antes de su captura. En octubre de 1944, se llevó a cabo la Batalla de Scheldt que se libró mayormente en territorio holandés, pero con el objetivo de controlar el estuario del Escalda para permitir que barcos llegaran a Amberes con seguridad. Carlos de Bélgica, hermano de Leopoldo III, fue nombrado regente, pendiente de la decisión sobre si el rey sería capaz de recobrar su antigua posición en el trono. En febrero de 1945, Achille Van Acker remplazó a Pierlot como Primer ministro.
La resistencia fue desarmada y muchos de sus miembros así como algunos belgas que habían permanecido en el país durante la ocupación fueron movilizados al Ejército belga en 57 «Batallones de Fusileros». Estos batallones sirvieron en varias batallas del frente occidental. Para el 8 de mayo de 1945, 100 000 belgas luchaban en los ejércitos aliados.
En septiembre de 1944, el primer ejército al mando del general Courtney Hodges liberó la región sur de Bruselas y Maastricht. Mientras que dos cuerpos del primer ejército fueron concentrados en otro lugar, el VIII Cuerpo ocupó un largo tramo de la parte frontal de la zona sur de Lieja, a través de las Ardenas y en Luxemburgo. La longitud del despliegue significó que la línea frontal del Cuerpo estaba ligeramente defendida, dejándola vulnerable.
Tras unos meses de relativa calma en Bélgica, el 16 de diciembre de 1944, los alemanes lanzaron la Ofensiva de las Ardenas con cerca de un cuarto de millón de soldados. Amberes fue el objetivo final de la ofensiva alemana, sin embargo, los alemanes fueron detenidos poco antes del río Mosa, en Celles cerca de Dinant. Entonces fueron obligados a retroceder —por las tropas belgas, británicas y norteamericanas— gracias a un periodo de ataques de seis semanas.  Las ciudades belgas en las Ardenas y sus ciudadanos sufrieron durante la ofensiva pues sus casas fueron reducidas a ruinas, además de que hubo casos en los que las tropas alemanas dispararon contra civiles. Alrededor del 90% de La Roche-en-Ardenne fue destruido durante los enfrentamientos. El 4 de febrero de 1945, se reportó a Bélgica libre de tropas alemanas.
En los seis meses siguientes a la liberación, las ciudades belgas fueron atacadas con Vergeltungswaffen. En total, 2342 cohetes —en su mayoría de tipo V2— impactaron un radio de 16 kilómetros alrededor de Amberes. Tras la guerra, la Fuerza Expedicionaria Aliada realizó un reporte donde se estimó que las bombas habían causado 5000 muertos y 21 000 heridos, mayoritariamente en las ciudades de Amberes y Lieja. Durante el periodo después de la liberación se realizaron persecuciones de aquellos sospechosos de colaboracionismo. 56 000 belgas fueron procesados de un total de 400 000 investigados. Cerca de 250 fueron ejecutados. A pesar de haber sido sentenciado a muerte, Léon Degrelle, logró escapar a la España franquista donde permaneció hasta su muerte en 1994.

## Consecuencias y legado

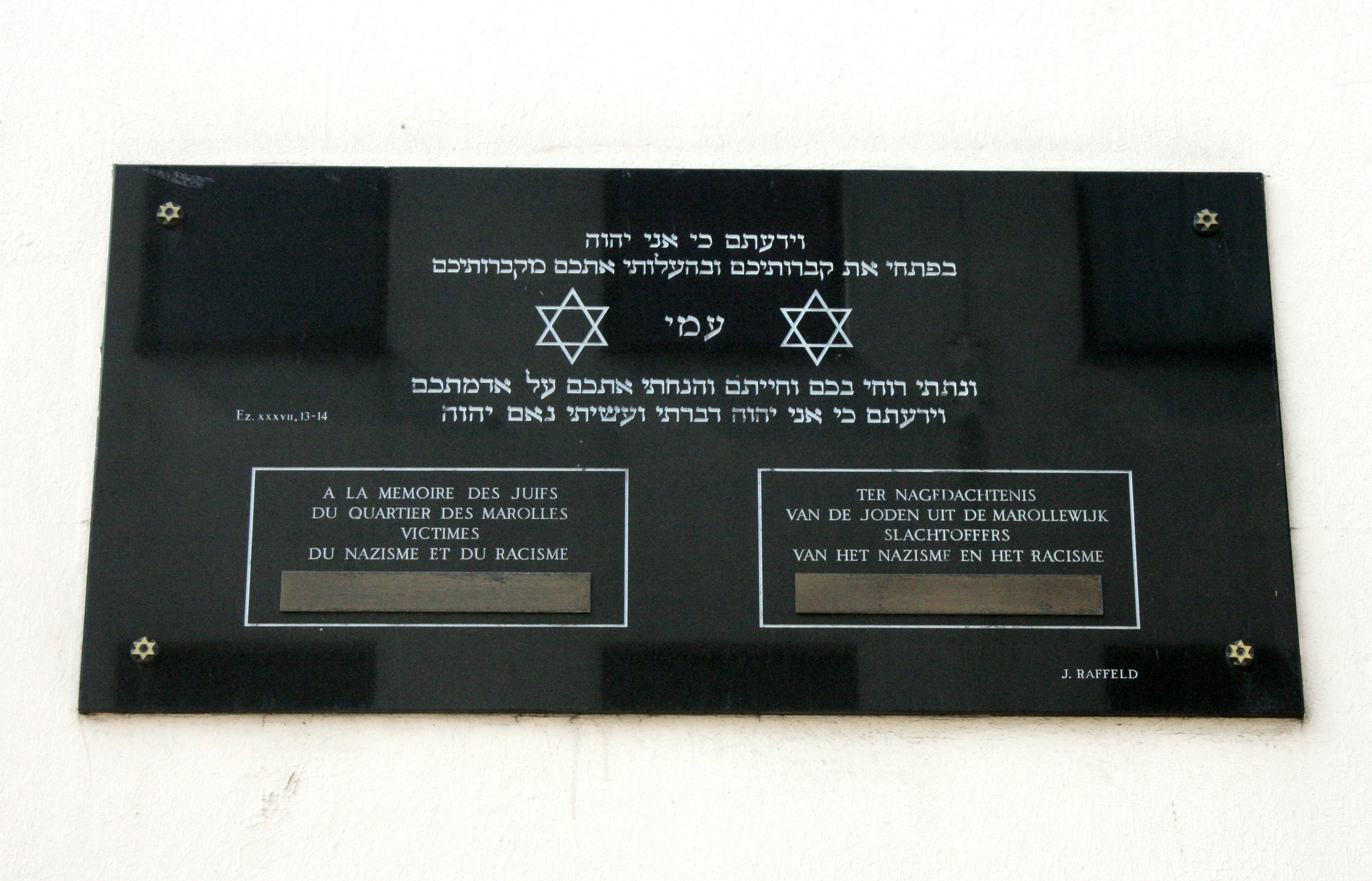
Placa conmemorativa de las víctimas del Holocausto en la zona de Marolles, Bruselas.

Tras la experiencia de la Segunda Guerra Mundial, Bélgica abandonó su postura neutral en la política internacional, a favor de una integración militar, política y económica. En 1949, Bélgica se unió a la Organización del Tratado del Atlántico Norte y desplegó tropas que lucharon junto a las fuerzas de la Organización de las Naciones Unidas en la Guerra de Corea de 1950. Bélgica fue un autor clave de las fracasadas negociaciones acerca de la creación de la Comunidad Europea de Defensa en la década de 1950. A este país se le asignó un sector de la zona británica de Alemania Occidental, alrededor de Colonia, que ocupó desde 1945. Los soldados belgas permanecieron en Alemania hasta el retiro final de 2002.
Económicamente, Bélgica se unió a la Unión Económica del Benelux en 1948 y fue miembro fundador de la Comunidad Europea del Carbón y del Acero en 1952. De 1944 a 1960, se experimentó un periodo de rápida recuperación económica, conocido como «milagro económico belga», parcialmente gracias al Plan Marshall. La crisis política, que envolvió al papel que Leopoldo III desempeñó durante la ocupación — y si podría regresar al trono—, polarizó la opinión pública belga en los años que siguieron a la guerra entre católicos —especialmente en Flandes y que buscaban el regreso del rey— y socialistas —en Valonia y Bruselas y que se oponían fuertemente a su regreso—. El 16 de julio de 1951, tras el referéndum de 1950, el rey abdicó a favor de su hijo Balduino de Bélgica.
En las décadas posteriores a la guerra, se erigieron un gran número de monumentos públicos en honor a los soldados belgas que fallecieron luchando en la causa aliada. En Bruselas existen numerosos monumentos y calles dedicados a políticos y generales aliados, como Franklin D. Roosevelt y Bernard Law Montgomery. Los diversos monumentos y cementerios asociados a la Batalla de las Ardenas demuestran que el legado de la guerra era muy visible.
Existen numerosas asociaciones de veteranos, (conocidos como «Fraternelle» o «Amicale» en francés) además de que ciudades como Bastoña son frecuentemente visitadas por veteranos de otros países. Por otro lado, se han creado museos a lo largo de Bélgica, como por ejemplo el Museo Real de las Fuerzas Armadas e Historia Militar de Bruselas. El holocausto en Bélgica es conmemorado con monumentos y museos. Por ejemplo, el Fuerte de Breendonk ha sido preservado como museo abierto al público desde 1947. Desde 1995, es ilegal el negacionismo del Holocausto en Bélgica.